# Eungella Dam
Eungella Dam är en dammbyggnad i Australien. Den ligger i kommunen Mackay och delstaten Queensland, omkring 850 kilometer nordväst om delstatshuvudstaden Brisbane. Den ligger vid sjön Lake Eungella.
Trakten runt Eungella Dam är nära nog obefolkad, med mindre än två invånare per kvadratkilometer.. Det finns inga samhällen i närheten.
I omgivningarna runt Eungella Dam växer huvudsakligen savannskog. Genomsnittlig årsnederbörd är 1 072 millimeter. Den regnigaste månaden är mars, med i genomsnitt 288 mm nederbörd, och den torraste är september, med 11 mm nederbörd.